# Samuli Edelmann
Samuli Casimir Edelmann (Pori, 21 luglio 1968) è un attore e cantante finlandese.

## Biografia
Edelmann è nato a Pori, in Finlandia, figlio dell’attrice Marja-Leena Kouki e del compositore Toni Edelmann. Edelmann ha due figli, Venla e Ilmari, nati dal matrimonio con Laura Tuomarila (ex 2018). Nella primavera del 2006 Edelmann si è trasferito a Malta con la sua famiglia, ma verso la fine del 2015 sono tornati a vivere in Finlandia.

### Attore
Edelmann si è diplomato nel 1991 all’Accademia di Teatro di Helsinki. Prima di diplomarsi, aveva già recitato in tre film: Talvisota e due film di Vääpeli Körmy. Il ruolo di Vähy nel film Veturimiehet heiluttaa, comunque,lo catapultò verso il successo. Altri ruoli più conosciuti sono quello di Patrick in Romanovin kivet (1993), Jussi Murikka in Häjyt(1999), Roope in Levottomat (2000), Aki in Minä ja Morrison (2001) e Tomppa in Rööperi.
Oltre ai film, ha anche recitato nella serie TV Vintiöt e Irtiottoja. Ha doppiato inoltre numerose serie tv e film, come per esempio  Tanoshii Moomin Ikka (una serie TV) e il personaggio di Shrek nel film omonimo.
Nel 2011 è apparso in Mission: Impossible – Protocollo Fantasma nel ruolo dello scagnozzo Wistrom.

### Cantante
Edelmann divenne improvvisamente famoso come cantante nel 1991 con la sua canzone "Pienestä kii". Lo stesso anno la sua canzone "Peggy" fu candidata per il Gran Premio Eurovisione della Canzone; in questa occasione però non fu ammessa a rappresentare la Finlandia. Nel 1995 realizzò un duetto chiamato  "Tuhat yötä" con Sani del gruppo finlandese Aikakone, che fu una delle canzoni più di successo di quell’anno. Edelmann ha anche cantato in duetto con Mikko Kuustonen, Laura Närhi, Cata Mansikka-aho, Mari Rantasila e Irina Björklund. Tra le altre canzoni di Edelmann abbiamo "(Sinä olet) Aurinko", conosciuta più comunemente come Ihana valo, "Kaikki tahtoo" e anche "Karavaanari".
Edelmann ha inoltre pubblicato un album dal nome Vaiheet, che contiene pezzi che suo padre, il compositore Toni Edelmann, ha composto per alcuni testi di Hesse, Goethe, Shakespeare e Denisov.
Edelmann ha ricevuto tre premi Emmy: uno per Nuovo Artista Maschile dell’anno e due per Artista dell’anno. I suoi tre dischi di platino e tre d’oro lo hanno reso uno degli artisti maschili più venduti della Finlandia.

## Filmografia
- The Glory and Misery of Human Life (Ihmiselon ihanuus ja kurjuus, 1988)
- The Winter War (Talvisota, 1989)
- Vääpeli Körmy ja marsalkan sauva (1990)
- Moominland: un mondo di serenità (1990–1991) (voce Finlandese, doppiava Snork negli episodi 1-52)
- Vääpeli Körmy ja vetenalaiset vehkeet (1991)
- Goodbye Trainmen (Veturimiehet heiluttaa, 1992)
- Vääpeli Körmy ja etelän hetelmät (1992)
- The Romanov Stones (Romanovin kivet, 1993)
- The Tough Ones (Häjyt, 1999)
- Return to Plainlands (Lakeuden kutsu, 2000)
- Restless (Levottomat, 2000)
- The South (Lomalla, 2000)
- Rollo and the Spirit of the Woods (Rölli ja metsänhenki, 2001)
- Me and Morrison (Minä ja Morrison, 2001)
- Vares: Private Eye (Vares – yksityisetsivä, 2004)
- Frozen Land (Paha maa, 2005)
- Cargo (2006)
- Man Exposed (Riisuttu mies, 2006)
- Rock'n Roll Never Dies (2006)
- Hellsinki (Rööperi, 2009)
- Johan Falk: National Target (2009)
- Princess (Prinsessa, 2010)
- Home Sweet Home (Kotirauha, 2011)
- Mission: Impossible – Protocollo Fantasma (2011)
- Tappajan näköinen mies (serie TV, 2011)
- Tie pohjoiseen (2012)
- The Girl King (2015)
- Tappajan näköinen mies (Film, 2016)
- Presidentti (2017)
- 95 (2017)

## Discografia

### Album
- Oi taivas (1990) (ri-lanciato 1992)
- Peggy - Pienestä kii (1991, FIN #1, platino)
- Yön valot (1992, FIN #11)
- Parhaat (1993) (compilation)
- Ihana valo (1994, FIN # 5, platino)
- Tuhat yötä (1995, FIN #7, oro)
- Vaiheet (1997, FIN #8)
- Greatest Hits (1998, FIN #3, oro) (compilation)
- Kaikki tahtoo (2001, FIN #1, platino)
- Enkelten tuli (2003, FIN #2, oro)
- Yksi ilta – (Samuli Edelmann & Mikko Kuustonen (2005) (Live-DVD)
- Vain elämää : 1992–2005 (2005, FIN #21, oro) (compilation)
- Voittola (2006, FIN #14)
- Virsiä (2007, FIN #1, 2x platino)
- Virsiä 2 (2008, FIN #2, platino)
- Maa on niin kaunis - Virsiä 3 (2009, FIN #4, oro)
- Pimeä onni – (Samuli Edelmann & Jippu) (2010, FIN #2, platino)
- The Essential (2011) (compilation)
- Pienellä kivellä (2011, FIN #3)
- Rakastetuimmat Virret (2011, FIN #34) (compilation)
- Hiljaisuuden Valo - Joululauluja (2012, FIN #3 (album di Natale)
- Mahdollisuus (2014, FIN #3)
- Samuli Edelmann (2016, FIN #24)

Posizioni in classifica (Suomen virallinen lista) prese dal libro Sisältää hitin (Finnish Chart History dal 1972) e da finnishcharts.com. Le informazioni riguardanti i premi ricevuti per i suoi album sono state ricavate dal sito Finlandese del IFPI (International Federation of the Phonographic Industry).

### Singoli
- Oi taivas (1990)
- Outi (1990)
- Lasihelmi / Aika vie kulkijaa (1990)
- Rakkaus saa laulamaan / Viimeinen yö (1991)
- Peggy (1991) - Airplay #1
- Pienestä kii (1991) - Airplay #1
- Paratiisilinnut (1991) - Airplay #6
- Viimeinen kesä (1992) - Top 50 #39
- Prinssikerjäläinen (1992)
- Sinun silmiesi tähden (1992) - Top 50 #33, Airplay #8
- Veljenmalja (1992) - Top 50 #14
- Yön valot (1992) - Top 50 # 13, Airplay #5
- Pahat kielet (1993)
- Oma planeetta (duetto con Janita) (1993) - Top 50 #3, Airplay # 1
- Ihana ilta (1994) - Top 50 #2, Airplay #1
- (Sinä olet) aurinko (1994) - Suomen virallinen lista #5, Top 50 #1, Airplay #1
- Palava pää (1994) - Top 50 #4, Airplay #6
- Sinun kanssasi / Postikortti (1994)
- In Un Altro Mondo (1994) [Promo]
- Tuhat yötä (duetto con Sani) (1995) - Suomen virallinen lista #1, Top 50 # 1, Airplay # 1
- Valoista kirkkain (1995) - Top 50 #2, Airplay # 1
- Sinusta lauluni teen (1995) - Top 50 # 31
- Yöjuna (1996) - Top 50 #42
- Armaan läheisyys (1997) - Top 50 #19
- Huilunsoittaja (1997) - Top 50 # 48
- Sonetti 18 (duetto con Sani) (1997)
- Olen luonasi sun (duetto con Sani) (1998) - Top 50 #2, Airplay #1
- Mä jaksan odottaa / Peggy (1998)
- Levottomat (duetto con Cata Mansikka-aho) (2000) - Top 50 #6, Airplay #3
- Kaikki tahtoo (2001) - Top 50 #4, Airplay #1
- Sininen sointu (2001) - Top 50 #6, Airplay #3
- Lokki ja mä (duet with Mari Rantasila) (2001) - Top 50 #43
- Karavaanari (2001) - Top 50 #39
- Juhlat alkakoon (2001)
- Enkelten tuli (2003) - Top 50 #2, Airplay #1
- Mun sydämellä on kypärä (2003) - Top 50 #15
- Välillä (2003) - Top 50 #36
- Pitkä kuuma kesä (2003)
- Veli älä jätä (duetto con Mikko Kuustonen) (2004) - Top 50 #18, Airplay #4
- Kirkossa (2005)
- Amalia (2006) - Top 50 #22, Airplay #3
- Ruma mies (2006) - Top 50 #14, Airplay #8
- Samat kukat (2006)
- Älä polta mua karrelle (2007) - Top 50 #35
- Peltoniemen Hintriikan surumarssi (2008)
- Suojelusenkeli (Maan korvessa kulkevi lapsosen tie) (2008)
- Jos sä tahdot niin (duetto con Jippu) (2009) - Suomen virallinen lista #1, Suomen virallinen lista #1, Airplay #3
- Pimeä onni (duetto con Jippu) (2010) - Suomen virallinen lista #17, Suomen virallinen lista #15, Airplay #3
- Joo, joo, mä rakastan sua (duetto con Jippu) (2011)
- Ei mitään hätää (2011) - Suomen virallinen lista #8, Suomen virallinen lista #8, Airplay #2
- Se viimeinen (2011) - Airplay #10
- Tähtipölyä (2012) - Airplay #6
- Tuomittuna kulkemaan (2012) - with Vesa-Matti Loiri
- Parempi mies (2013) - Cheek feat. Samuli Edelmann, #6
- Teit meistä kauniin (2014) - Vain elämää, Stagione 3, Toni Wirtanen giorno, #12

Nota: Tutte le classifiche si riferiscono a classifiche finlandesi. Le posizioni in classifica sono state prese da Suomen virallinen lista (i singoli Top 20), dalla classifica delle hit top 50 del Rumba Magazine (Top 50 Hits) (pubblicato fino al 2007), dal Suomen virallinen lista (Top 30 Download) e dal "Music Control's Finnish Airplay Chart" (Top 20/Top 100).